# Торе д'Изола
То̀ре д'Ѝзола (на италиански: Torre d'Isola; на ломбардски: Tur d'Isula, Тур д'Изула) е село и община в Северна Италия, провинция Павия, регион Ломбардия. Разположено е на 84 m надморска височина. Населението на общината е 2425 души (към 2017 г.).